# Стрибун Нордмана
Стрибун Нордмана (Cicindela nordmanni) — хижий жук з великого роду Cicindela. Ендемік України, поширений у Нижньому Подніпров'ї. Вид названо на честь зоолога й ботаніка Олександра фон Нордманна.
На надкрилах білі плями особливої форми: невелика пляма на плечі, друга плечова пляма сильно вигнута до середини надкрил, як і верхня верхівкова пляма. 
Жуки активні з квітня до серпня. Мешкають переважно в степу, окремі особини трапляються на берегах водойм. Личинки риють нори глибиною до 50-60 см на пісках у степу подалі від водойм. Полюють у травні-червні, у разі несприятливих умов зариваються в ґрунт, часто до наступного року.
Жук поширений у Херсонській області, зокрема в Чорноморському заповіднику, на піщаних терасах, у 2010-ті роки чисельність була високою; також зрідка трапляється на півдні Одеської області, в районі Кароліно-Бугазу.
Цей вид досліджував ентомолог Віктор Аверін, який уперше звернув увагу на його ендемічність.
Стрибун Нордмана внесений до переліків видів тварин, що підлягають особливій охороні на території Миколаївської та Одеської (як зникаючий) областей. На думку низки дослідників, вид має бути занесений до Червоної книги України